# Monteils (Gard)
Monteils é uma comuna francesa na região administrativa de Occitânia, no departamento de Gard. Estende-se por uma área de 6,98 km². Em 2010 a comuna tinha 662 habitantes (densidade: 94,8 hab./km²).